# 馬爾特諾夫卡區

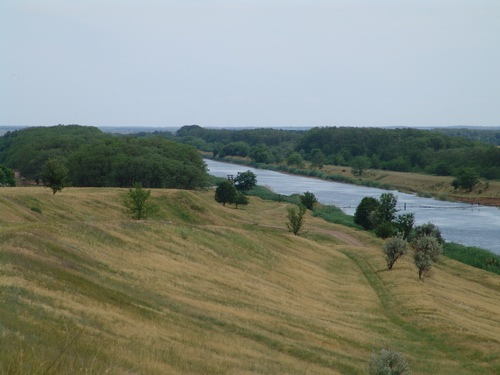

47°16′35″N 41°40′03″E / 47.27639°N 41.66750°E
馬爾特諾夫卡區（俄語：Мартыновский район）是俄羅斯的一個區，位於該國西南部，由羅斯托夫州負責管轄，面積1,917平方公里，2010年人口36,545，人口密度每平方公里19.06人。